# تپه‌های قیداری
تپه‌های قیداری مربوط به هزاره دوم - دوره ساسانیان است و در شهرستان بیجار، روستای گرگین واقع شده و این اثر در تاریخ ۱۸ مهر ۱۳۵۶ با شمارهٔ ثبت ۱۴۷۰ به‌عنوان یکی از آثار ملی ایران به ثبت رسیده است.